# Paavo Airola
Paavo Airola (1918. – 1983.) bio je nutricionist, naturopatski liječnik i pisac finsko-švedskoga podrijetla.
Autor je četrnaest knjiga od kojih su dvije postale međunarodni bestseleri: Kako ozdraviti i Jeste li zbunjeni? Bio je predsjednikom Međunarodne akademije za biološku medicinu, članom Međunarodne naturopatske udruge i Međunarodnog društva za istraživanje civilizacijskih bolesti i okoliša.
Promicao je prirodno liječenje i holističku medicinu. Svoju dijetu i prehranu opisao je u osobnoj kuharici (Airola Diet & Cookbook).
Medicinski stručnjaci smatrali su ga kontroverznom osobom. Mnogi od njegovih stavova postali su šire prihvaćeni u posljednjim desetljećima, poput učinkovitosti antioksidansa protiv djelovanja slobodnih radikala. J. Darlene Forester i Sheree L. T. Thompson 1987. godine objavili su članak u kojem su osporavali neke Airoline nalaze, dok su druge priznavali.[nedostaje izvor]
Paavo Airola započeo je svoju karijeru kao umjetnik. Nakon Drugog svjetskog rata iselio se u Kanadu, gdje je živio u blizini Cobourga u Ontariju i bio prvi instruktor Cobourg Art Cluba. Zatim se preselio u saveznu državu Arizonu u Sjedinjenim Američkim Državama. Njegova umjetnička djela izložena su u galeriji Northumberland.

## Djela
- Stop hair loss, 1965. ISBN 0-932090-06-0
- How to Keep Slim, Healthy and Young With Juice Fasting, 1971. ISBN 0-932090-02-8
- Are You Confused?, 1971. ISBN 0-932090-04-4
- Swedish Beauty Secrets, 1972. ISBN 0-932090-07-9
- Cancer: Causes, Prevention and Treatment – The Total Approach, 1972. ISBN 0-932090-05-2
- The Miracle of Garlic, 1980. ISBN 0-932090-08-7
- The Airola Diet and Cookbook, 1982.
- Worldwide Secrets for Staying Young, 1982. ISBN 0-932090-12-5
- Hypoglycemia: A Better Approach, 1984. ISBN 0-932090-01-X
- How to Get Well: Handbook of Natural Healing, 1984. ISBN 0-932090-03-6
- There is a Cure for Arthritis, 1988. ISBN 0-13-914698-9 (izvorno 1968.)
- Everywoman's Book, 1979. ISBN 0-932090-10-9